# 4th & Inches
4th & Inches è un videogioco di football americano pubblicato nel tardo 1987 per Commodore 64 e nel 1988 per Amiga, Apple IIGS, Mac OS e MS-DOS dalla Accolade. In Europa venne pubblicato per Commodore 64 dalla U.S. Gold. "4th and inches" è un'espressione usata nel football americano.
Nel 1988 Accolade pubblicò, per tutte le precedenti piattaforme, l'espansione 4th & Inches Team Construction Disk, che permette di creare i propri giocatori e squadre.
Esiste un'altra espansione per Commodore 64, 4th & Inches Season Maker, mai pubblicata commercialmente e forse non ufficiale, che permette di giocare i campionati, altrimenti non disponibili nel gioco originale.
Un'emulazione ufficiale di 4th & Inches in versione DOS è uscita su Steam per Windows nel 2021.

## Modalità di gioco
4th & Inches permette di affrontare solo partite singole contro il computer o a due giocatori in competizione, con durata dei quarti regolabile. Si affrontano sempre due squadre fisse con atleti fittizi, All-Pros e Champs, con maglie rispettivamente blu e rosse nella maggior parte delle versioni.
Il campo è orientato in orizzontale e viene mostrato una zona alla volta, con prospettiva inclinata; quando la palla raggiunge il bordo dello schermo l'inquadratura si sposta istantaneamente sulla zona adiacente, in orizzontale o verticale.
In basso è presente un'area di testo, composta da due finestre di selezione delle azioni di attacco e difesa e una finestra informativa con punteggi, down attuale, iarde necessarie per chiuderlo e tempo del quarto.
In campo sono effettivamente simulati tutti gli 11 giocatori per squadra. Si controlla direttamente il giocatore evidenziato, mentre gli altri controllati dal computer seguono lo schema impostato all'inizio dell'azione. In difesa si ha automaticamente il controllo del giocatore più vicino alla palla.
A ogni meta riuscita, il giocatore effettua il balletto di esultanza detto Ickey Shuffle.
Una parte importante è la scelta della strategia prima di ogni azione. In attacco si possono scegliere la formazione, il giocatore e il ricevitore o il portatore di palla, mentre in difesa si possono scegliere la formazione e il difensore; uno dei limiti è l'impossibilità di passare la palla a ricevitori che non siano quelli predestinati. Per ogni azione si fanno tre selezioni da menù separati: formazioni, azioni possibili (di corsa, passaggio o calcio), posizionamento del ricevitore o del runner. Il gioco ha molte somiglianze con HardBall!, un precedente videogioco di baseball della Accolade, e ha lo stesso stile di selezione delle opzioni, fatta combinando movimenti direzionali e pulsante.
Nella formazione ci sono due giocatori disponibili per ogni posizione di attacco o difesa, il titolare e la riserva. Ogni giocatore di ciascuno schieramento ha varie caratteristiche e abilità. In generale la grossezza e la velocità sono inversamente proporzionali, e chi scatta più agilmente è poi più debole nel placcaggio. Tuttavia le differenze sono effettivamente poco percepibili in campo.
Quando si desidera si può accedere alla schermata dell'allenatore per chiamare time-out, consultare dati dei giocatori, e cambiare i ruoli. 
Le versioni del videogioco per le varie piattaforme sono sostanzialmente equivalenti, a parte gli ovvi miglioramenti estetici nel passaggio dal Commodore 64 ai più potenti sistemi a 16 bit. La versione Macintosh è però monocromatica.

## Accoglienza
4th & Inches nella sua prima versione per Commodore 64 riscontrò notevoli successi a suo tempo. La stampa dell'epoca di solito lo apprezzò, fino anche al titolo di "gioco caldo" (voto 90%) dato dalla rivista Zzap!, ma la critica fu generalmente meno entusiasta delle successive conversioni per Amiga e DOS. 
In particolare una riedizione economica del 1993 per Amiga della Hit Squad ottenne molti giudizi pessimi, fino anche al 3% di Amiga Power e 6% di Amiga Force.
Ai tempi dell'uscita 4th & Inches venne a volte indicato come il miglior videogioco di football americano disponibile, o uno dei migliori del suo genere. Il punto debole veniva spesso individuato nel sonoro, piuttosto limitato.
Videogame & Computer World giudicò abbastanza bene la versione Amiga (giocabilità e grafica 7 su 10), ma ritenne che non ne valeva la pena per chi non conosce lo sport, preferendo invece TV Sports: Football per i neofiti. The Games Machine recensì discretamente la versione DOS (voto 69%), ma consigliandolo solo agli appassionati; in particolare criticò la mancanza di vero scorrimento nell'inquadratura, che rende difficili i passaggi.